# Nagy bozótkakukk
A nagy bozótkakukk (Centropus sinensis) a madarak osztályának kakukkalakúak (Cuculiformes) rendjébe, ezen belül a kakukkfélék (Cuculidae) családjába tartozó faj.

## Előfordulása
Ázsia déli részén, Banglades, Bhután, Brunei, Kambodzsa, Kína, India, Indonézia, Laosz, Malajzia, Mianmar, Nepál, Pakisztán, Fülöp-szigetek, Szingapúr, Srí Lanka, Thaiföld és Vietnám területén honos. Bokrosok lakója.

## Alfajai
- Centropus sinensis sinensis - Dél-Ázsiában az Indus folyó völgyétől kelet felé előfordul India északi részén, Nepál, Bhután területén és Kína déli tartományaiban (Guangxi, Csöcsiang és Fucsien)
- Centropus sinensis parroti (Stresemann, 1913) - India középső és déli részén él (Mahárástra, Madhja Prades, Orisza államok és innen délre)
- Centropus sinensis intermedius (Hume, 1873) - Banglades, Mianmar, Kína délnyugati része (Jünnan és Hajnan), Thaiföld, Vietnám, Laosz, Kambodzsa és a Maláj-félsziget északi része
- Centropus sinensis bubutus (Horsfield, 1821) - a Maláj-félsziget déli része, Szumátra, Nias, a Mentawai-szigetek, Jáva, Bali, Borneó és a Fülöp-szigetek nyugati szigetei (Balabac és Palawan)
- Centropus sinensis anonymus (Stresemann, 1913) - a Fülöp-szigetek délnyugati szigetei (Basilan és Sulu-szigetek)
- Centropus sinensis kangeanensis (Vorderman, 1893) - Kangean-szigetek

## Megjelenése
Testhossza 48 centiméter. Karcsú testű, lekerekített szárnyú, hosszú farkú madár. Feje, torka hasi része fekete és a  szárnya vörösesbarna.
|  |

## Életmódja
A talajon keresgéli rovarokból és kisebb állatokből álló táplálékát.

## Szaporodása
Nem fészekparazita, fészekalja 3-5 tojásból áll.

## Külső hivatkozások
- Képek az interneten a fajról
- Ibc.lynxeds.com - videó a fajról